# Luis de Santángel
Luis de Santángel Bessant (Valencia, 1435 – Alcalá de Henares, 1498) è stato un politico spagnolo, ministro delle finanze durante il regno di Isabella di Castiglia e Ferdinando II d'Aragona, è considerato uno dei principali fautori della spedizione di Cristoforo Colombo nel 1492.

## Biografia
Nato a Valencia probabilmente nel 1435, da una famiglia originalmente ebraica, da Luis de Santángel e Doña Brianda, poco si sa della sua vita prima del 1486, quando il navigatore genovese Cristoforo Colombo si presentò ai monarchi spagnoli con la stravagante idea di raggiungere le Indie navigando verso Ovest. La corona spagnola, allora impegnata a combattere i mori nel sud della penisola iberica, rifiuterà di appoggiarlo.
Colombo si ripresentò a Ferdinando e Isabella nel 1492, tuttavia i monarchi non si mostrarono molto convinti e ciò porto il navigatore a cercare il supporto di altri stati europei. Santángel quindi persuase la regina ad accettare di finanziare la spedizione, alludendo al successo che avrebbe avuto una nuova rotta verso le Indie. La regina acconsentì al finanziamento, e lo stesso Santángel investì buona parte del suo patrimonio personale nella spedizione che porterà alla scoperta dell'America.

### Rapporto con l'inquisizione spagnola
Essendo un converso (suo nonno, Azarias Chinillo, si era convertito dall'ebraismo al cristianesimo nel XV secolo) diventò rapidamente bersaglio dell'Inquisizione spagnola, tuttavia il re Ferdinando emanò un decreto che protesse lui e la sua famiglia.